# L'opera dello spazio
L'opera dello spazio (Space Opera) è un romanzo dello scrittore americano Jack Vance, pubblicato nel 1965. Nonostante il titolo originale (Space Opera), il libro non ha niente a che vedere col sottogenere fantascientifico con lo stesso nome, che connota romanzi incentrati su scontri tra civiltà e imperi in futuri remoti, tipicamente con battaglie di astronavi. Al contrario, la novella di Vance è incentrata su una compagnia di opera lirica che intraprende un tour attraverso la galassia.
La prima edizione italiana dell'opera è del 1965, nel numero 413 della Collana Urania della Mondadori.

## Trama
In un futuro non meglio specificato, in cui i viaggi interstellari sono all'ordine del giorno, la ricchissima Donna Isabella Grayce, anziana con la passione per l'opera lirica, decide di finanziare una breve tournee sulla Terra della "Nona Compagnia di Rrlaru", formata da musicisti e interpreti provenienti, per l'appunto, dal misterioso pianeta Rrlaru. Questo pianeta, di cui nessuno ha mai sentito parlare, è stato esplorato solo dal capitano di astronave Adolph Gondar, che, colpito dalle doti musicali degli alieni, li avrebbe portati sulla terra. Nonostante Donna Isabella condivida l'entusiasmo di Gondar, la maggior parte dei critici musicali sono convinti che, data la somiglianza della musica di Rrlaru con quella terrestre e data anche la straordinaria somiglianza degli alieni con gli esseri umani, quella della "Nona Compagnia" non sia altro che un'elaborata truffa e che il pianeta misterioso non esista affatto.
Durante un'accesa discussione con Bernard Bickel, il maggiore esperto mondiale di musica aliena, anch'egli convinto che la "Nona Compagnia" sia un imbroglio, Donna Isabella lo sfida a presenziare a una rappresentazione, sostenendo che un solo ascolto gli avrebbe fatto cambiare idea. Il musicologo accetta l'invito, ma la notte stessa i musicisti e cantanti alieni spariscono misteriosamente. A questo punto l'anziana donna inizia a sospettare di Gondar e, dopo un teso confronto, viene a sapere che il capitano aveva promesso agli alieni una sorta di "scambio culturale" e quindi di portare musica terrestre su Rrlaru. Tuttavia, l'uomo si rifiuta testardamente di rivelare la posizione del pianeta.
Invece di farsi abbattere, Donna Isabella decide di alzare la posta e di impegnarsi personalmente a mantenere se non altro la parte terrestre dell'accordo. Con le sue cospicue risorse, assolda i migliori musicisti e interpreti d'opera lirica del mondo e, dopo essersi fatta costruire un'astronave che all'occasione può trasformarsi in anfiteatro o teatro, la Phoebus, parte per una tournee attraverso i pianeti della galassia abitati da razze intelligenti, con l'aiuto dello stesso Bickel, trasformatosi da detrattore in alleato. L'ultima tappa del tour sarà proprio Rrlaru, visto che la caparbia donna riesce a raggiungere con Gondar un accordo di massima: il capitano rivelerà le coordinate del pianeta solo all'ultimo momento, nel frattempo lady Grayce terrà come garanzia tutte le sue finanze.
Donna Isabella Grayce viene aiutata nei preparativi dal nipote Roger, un dandy pigro e distratto, che alla fine viene reclutato a bordo con l'incarico di redigere un diario della missione. All'insaputa della zia, Roger ha imbarcato clandestinamente sulla Phoebus Madoc Roswyn, una giovane gallese respinta alle audizioni, di cui si è innamorato.
La tournee della Phoebus si tramuterà in una rocambolesca avventura nello spazio, nella quale la compagnia raccoglierà più fiaschi che successi, mentre il delicato equilibrio a bordo verrà incrinato dalle bizzarrie di Madoc Roswyn e dalla comparsa di una rock-band clandestina formata da musicisti annoiati.

## Il tour della Phoebus
| Pianeta visitato | Civiltà incontrate    | Opere rappresentate                                                                            |
| ---------------- | --------------------- | ---------------------------------------------------------------------------------------------- |
| Sirius           | Bizantauri            | Fidelio                                                                                        |
| Zade             | Striadi               | Il flauto magico                                                                               |
| Zade             | Acquatici             | - Il barbiere di Siviglia - Tristano e Isotta - Wozzeck                                        |
| Zade             | Guerrieri della Mente | La sposa venduta                                                                               |
| Skylark          | Umani                 | - Turandot - Il cavaliere della rosa - Così fan tutte - La traviata - Rigoletto - Il trovatore |
| Yan              | ???                   | Pelléas et Mélisande                                                                           |
| Rrlaru           | Rrlaru                | - Hänsel e Gretel - I racconti di Hoffmann - Il flauto magico - L'olandese volante - Parsifal  |

Come si può desumere dalla tabella, l'unica opera rappresentata due volte è Il flauto magico di W.A. Mozart, mentre i due compositori più rappresentati sono Richard Wagner e Giuseppe Verdi, entrambi con tre opere.

### Edizioni italiane
- Jack Vance, L'opera dello spazio, collana Urania, vol. 413, Mondadori, 1965.
- Jack Vance, L'opera dello spazio, collana Classici Urania, vol. 76, Mondadori, 1983.
- Jack Vance, L'opera dello spazio, collana Urania Millemondi, vol. 37, Mondadori, 2003.